# 克莱 (阿拉巴马州)
克莱（英語：Clay），是美国阿拉巴马州下属的一座城市。面积约为9.93平方英里（约合25.73平方公里）。根据2010年美国人口普查，该市有人口9,708人，人口密度为977.35/平方英里（约合377.3/平方公里）。